# Holsljunga församling
Holsljunga församling var en församling i Mjöbäcks pastorat i Kinds kontrakt i Göteborgs stift. Församlingen låg i Svenljunga kommun i Västra Götalands län. Församlingen uppgick 2014 i Mjöbäck-Holsljunga församling.

## Administrativ historik
Församlingen har medeltida ursprung. 
Församlingen var till 2014 annexförsamling i pastoratet Mjöbäck och Holsljunga som till 1971 även omfattade Älvsereds församling. Församlingen uppgick 2014 i Mjöbäck-Holsljunga församling.

## Kyrkor
- Holsljunga kyrka